# Brychdyn (Sir y Fflint)
Brychdyn (anglès: Broughton) és un districte de Sir y Fflint (Gal·les) situat prop de la frontera entre Gal·les i Anglaterra, a l'oest de Chester (Anglaterra), a la comunitat de Brychdyn a Bretton. Juntament amb el poble proper de Bretton, tenia 5.791 habitants al cens del 2001, xifra que pujà fins a 5.974 al cens del 2011. S'hi troba una gran fàbrica d'ales d'avió que està situada a l'Aeroport de Penarlâg i manufactura ales per als models A320, A330/A340, A350 i A380 d'Airbus.